# Marktgarage

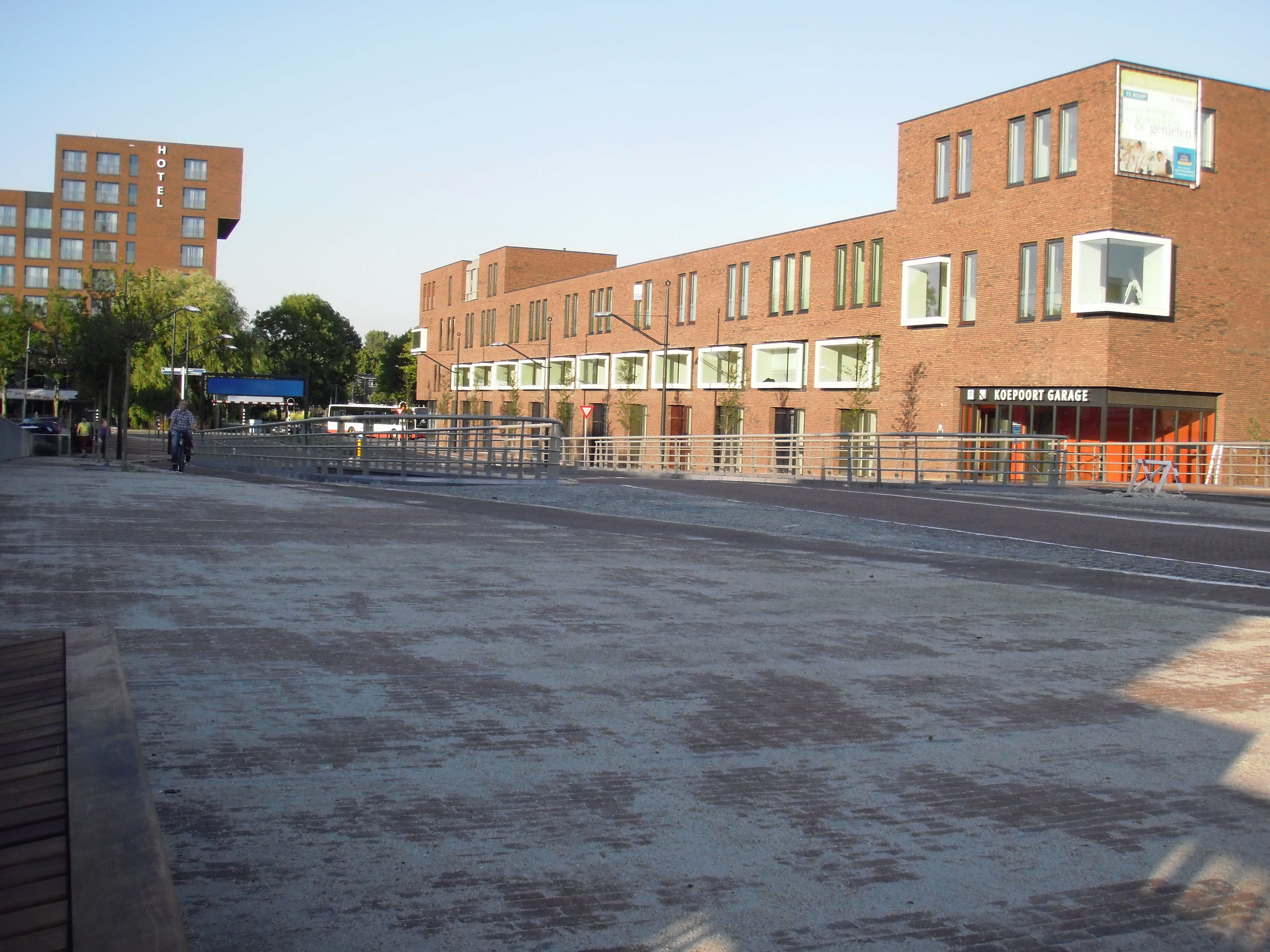
Marktgarage

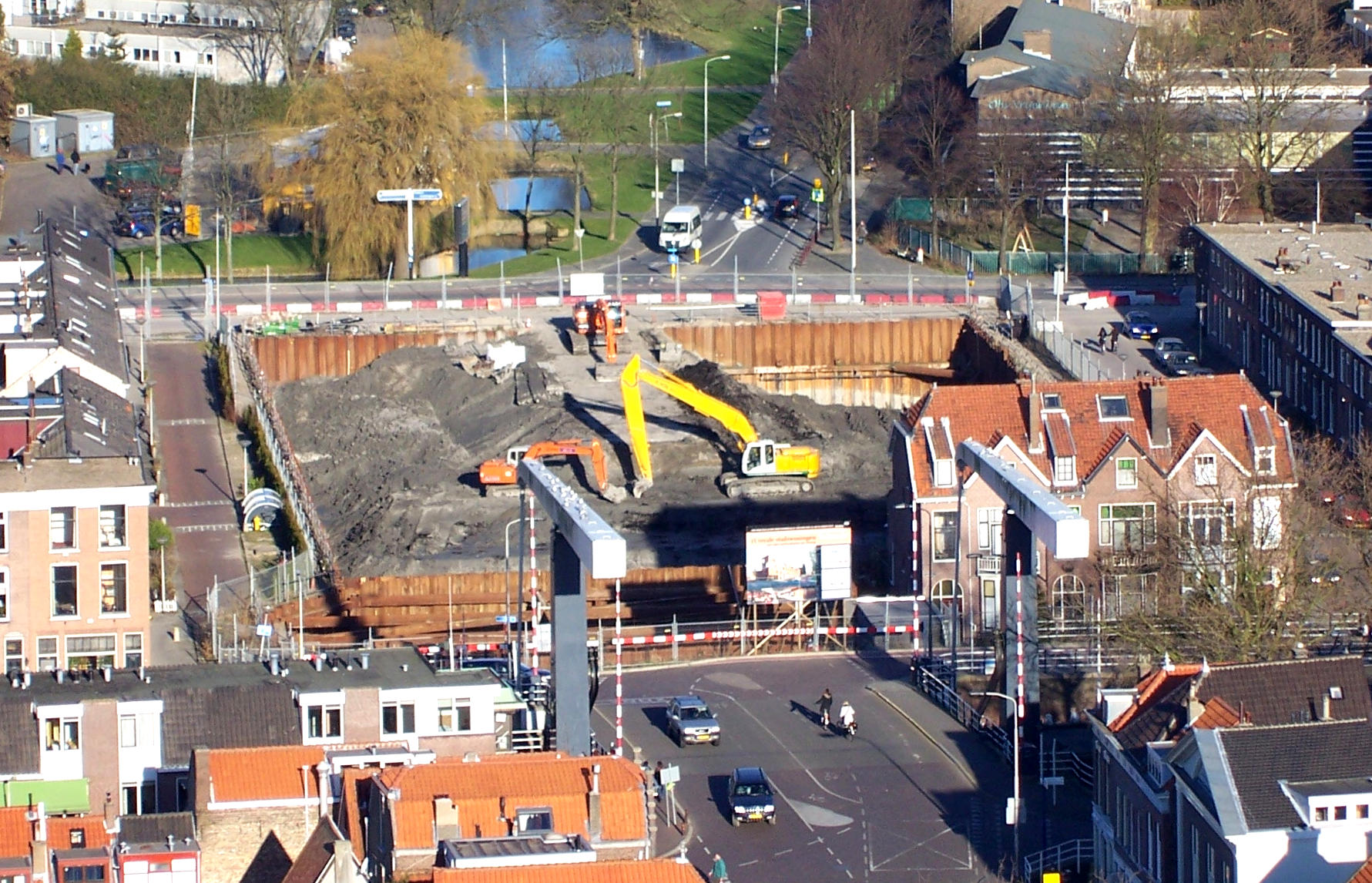
Bouwput vanaf de Nieuwe Kerk in februari 2008

De Marktgarage (voorheen: Koepoortgarage) is een ondergrondse parkeergarage nabij de Koepoortbrug in de stad Delft, in de Nederlandse provincie Zuid-Holland. De garage heeft twee parkeerlagen met ongeveer 350 parkeerplaatsen. De parkeervoorziening werd in april 2010 in gebruik genomen. Naast de Phoenixgarage en de Zuidpoortgarage is de Marktgarage de derde grote openbare parkeergarage aan de rand van het centrum van Delft.

## De bouw
De bouw was noodzakelijk om de consequenties van een autoluw beleid voor het centrum van Delft te compenseren. Realisatie van de autoluwplus fase 4 werd gekoppeld aan de oplevering van de Koepoortgarage.
De bouw van de garage startte vertraagd door een verzoek tot schorsing ingediend door de Bewonersbelangenvereniging Koepoort. De rechtbank in Den Haag wees het verzoek tot schorsing in december 2005 af. Onder de naam Koepoort Vennootschap Onder Firma (V.O.F.) werkten twee projectontwikkelaars samen: Ceres projecten uit Den Haag en Van Roey Projectontwikkeling uit 's-Hertogenbosch. Van Roey Projectontwikkeling maakt deel uit van de internationaal opererende NV GROEP Van Roey SA met de hoofdzetel in Rijkevorsel. Ceres projecten is de projectontwikkelaar regio Haaglanden van de Vestia Groep.
In oktober 2006 liepen huizen in de directe omgeving scheuren op door de bouw van de Koepoortgarage. Hierop werden de graafwerkzaamheden stilgelegd. De overige werkzaamheden gingen door tot december 2006. Koepoort v.o.f. nam de Hanselman Groep in de armen die gespecialiseerd is in schade tijdens grote bouwprojecten. De risico's waren al in een vroeg stadium duidelijk, maar geen van de betrokkenen verwachtte dat de grond zich zo zou gaan gedragen, en de verzakkingen zo ernstig zouden worden. Ook het dreigende faillissement van de hoofdaannemer vertraagde de bouw. In augustus 2007 werden de werkzaamheden hervat.
In 2010 werd de Koepoortgarage afgerond en in gebruik genomen. Op 1 september 2012 werd de naam van de Koepoortgarage gewijzigd in Marktgarage. Hiermee wordt getracht om aan bezoekers en toeristen van Delft te communiceren dat de garage op loopafstand van de Markt en het centrum van Delft ligt.